# Diego de Zambrana
Diego de Zambrana (também Diego de Zambrana y Guzmán ou Diego de Carmona) (falecido em 1609) foi um prelado católico romano que foi arcebispo eleito de La Plata o Charcas (1608–1609) e bispo eleito de La Paz (1605–1608).

## Biografia
No dia 4 de julho de 1605, Diego de Zambrana foi nomeado durante o papado de Paulo V como o primeiro bispo de La Paz, mas não chegou a tomar posse. A 14 de janeiro de 1608, foi nomeado Arcebispo de La Plata o Charcas durante o papado de Paulo V, mas faleceu logo depois, em 1609, antes de ser consagrado.